# Tomar do Geru
Tomar do Geru este un oraș în Sergipe (SE), Brazilia.